# معقول بالعرض
معقول بالعَرَض امری است که مورد ادراک عقلی قرار گرفته و موجود به وجود خارجی است.